# Ħal-Far
Ħal-Far est un petit village de Malte, situé dans le sud est de Malte, faisant partie du conseil local (Kunsill Lokali) de Birżebbuġa compris dans la région (Reġjun) Xlokk.
Aujourd'hui le village disparait derrière la zone industrielle d'Ħal-Far et les camps d'hébergement des immigrés.

## Origine
Petit village agricole qui connut une forte extension lors de la Seconde Guerre mondiale avec le développement de l'aérodrome Ħal-Far

### Toponymie

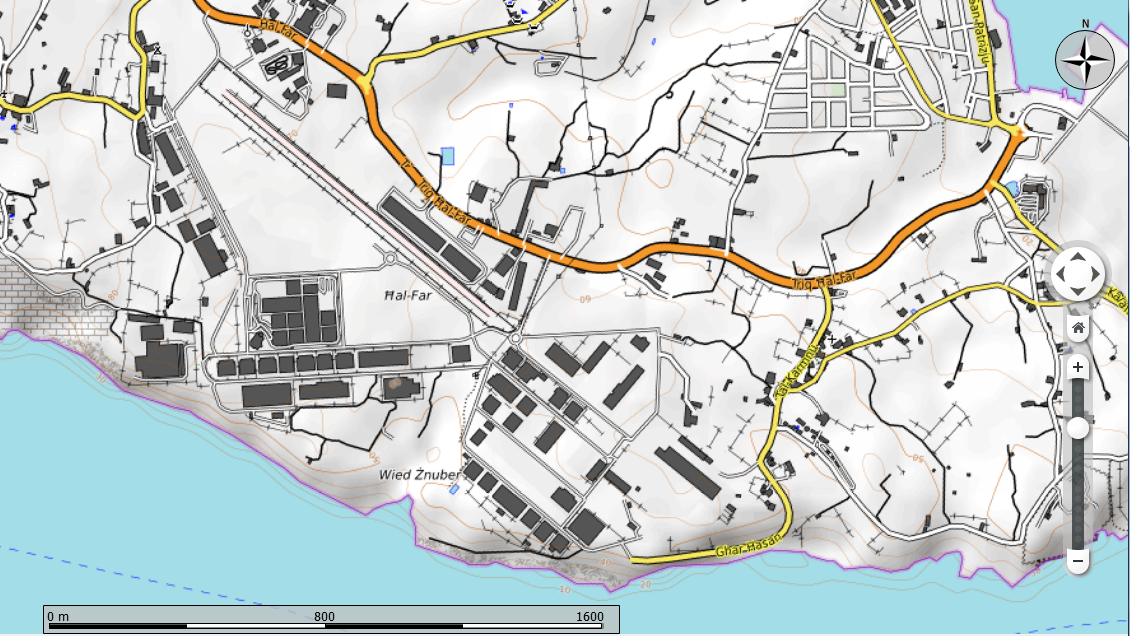
Carte montrant les lieux de Ħal Far

## Sources
- (mt) Alfie Guillaumier, Bliet u Rħula Maltin (Villes et villages maltais), Klabb Kotba Maltin, Malte, 2005.
- (en) Juliet Rix, Malta and Gozo, Brad Travel Guide, Angleterre, 2013.
- Alain Blondy, Malte, Guides Arthaud, coll. Grands voyages, Paris, 1997.